# Juan Pedro Ramos Sevilla
Juan Pedro Ramos Sevilla, apodado "El Pirata" (Jerez de la Frontera, 26 de julio de 1975) es un exfutbolista y entrenador de fútbol español, cuyo actual equipo es el Xerez CD.
Como futbolista jugaba en la posición de defensa, desarrollando casi toda su carrera en el Xerez CD. Como entrenador comenzó en el Arcos CF de Tercera División en la temporada 2012/13.

## Trayectoria

### Como jugador
Juan Pedro debuta como futbolista en Segunda División B con el Xerez CD en la temporada 1994/95. El jerezano permanece en la entidad xerecista durante nueve temporadas, en las que el club alterna Segunda División con Segunda B. Durante este periodo consigue dos ascensos y es nombrado como uno de los capitanes de la plantilla. El ser un canterano jerezano lo hacen ser uno de los jugadores más queridos tras tantas temporadas en el club.
Sin embargo, los últimos años de Juan Pedro en el Xerez son complicados. El jugador pasa por varios problemas de lesiones que le apartan de los terrenos de juego, eso unido a la delicada situación económica por la que pasa el club, y las desavenencias con el por aquel entonces presidente, Luis Oliver, hacen que abandone el equipo jerezano tras 217 partidos oficiales como azulino. Su destino para la temporada 2003/04 es el CD Numancia. Allí Juan Pedro vive el ascenso del club soriano a Primera División, pero no supera las lesiones y solo disputa un partido en toda la liga.
Tras esto, Juan Pedro es cedido al Rayo Vallecano de Segunda División B para la temporada 2004/05 donde vive la promoción de ascenso a Segunda División. Allí consigue comenzar la temporada jugando algunos partidos, pero continúa con problemas físicos y poco a poco deja de tener minutos. Juan Pedro acaba colgando las botas a final de temporada con solo 29 años.

### Retiro y vuelta al Xerez
Durante su retiro "El Pirata" vuelve a Jerez para trabajar en la Escuela Municipal de Fútbol, trabajo que compagina con un grupo musical. Por el 60 Aniversario del Xerez interpreta una versión el himno del club.
En 2010 es nombrado coordinador de la cantera del Xerez CD, puesto que ocupa durante 2 temporadas antes de iniciar su andadura en los banquillos.

### Como entrenador
Arcos CF
En la temporada 2012/13 debuta como entrenador al frente del Arcos CF. El equipo no tiene un gran comienzo y acaba peleando toda la temporada por evitar los puestos de descenso. La primera victoria no llega hasta la jornada 4 ante el Recreativo B. Juan Pedro acaba siendo cesado en jornada 25 tras caer derrotado ante el Atlético de Ceuta por 5-0, y habiendo perdido cinco de los últimos seis encuentros.
Finalmente, Juan Pedro abandona la entidad arcense dejando al equipo penúltimo con 24 puntos y a 2 de la permanencia.
UD Bornense
En la temporada 2013/14 acaba recalando en la UD Bornense de Segunda Provincial (última categoría del fútbol español), donde consigue una cómoda 10.ª posición.
Xerez CD
Para la temporada 2014/15, Juan Pedro deja los banquillos y se pone al cargo de la dirección deportiva del Xerez CD.
Atlético Sanluqueño Juvenil
En el verano de 2015 se anuncia la salida de "El Pirata" del club azulino para entrenar al Juvenil "A" del Atlético Sanluqueño. Juan Pedro permanece al frente de este equipo dos temporadas, donde en su segundo año consigue el ascenso a División de Honor.
Jerez Industrial CF
En la temporada 2017/18 llega al Jerez Industrial de Primera División Andaluza con el objetivo de ascender. Sin embargo, el 21 de febrero abandona el banquillo industrialista para dirigir al Xerez CD. Juan Pedro deja al equipo 3.º en puestos de promoción de ascenso tras 23 jornadas.
Xerez CD
Por primera vez "El Pirata" se une a la disciplina xerecista en calidad de técnico. Lo hace oficialmente el 8 de marzo, sustituyendo a Vicente Vargas y con el fin de sellar la permanencia en Tercera División. Debido a una sanción los primeros cuatro partidos los dirige su segundo, Julio Pineda.
Juan Pedro consigue la salvación para el Xerez ante el CD San Roque al ganar 4-1 en la penúltima jornada liguera. El 30 de mayo se confirma su continuidad para la temporada 2018-19, sin embargo acaba siendo destituido tras obtener solo una victoria en los primeros siete partidos. Se marcha dejando al Xerez en la 15.ª posición con 7 puntos.
El 11 de julio del 2019 el Xerez CD anuncia que Juan Pedro vuelve a formar parte del cuerpo técnico para la temporada 2019-20 como segundo entrenador de Juan Carlos Gómez Díaz.

## Clubes y estadísticas

### Como jugador
Actualizado a fin de carrera deportiva.
| Club                    | Div           | Temporada     | Liga  | Liga  | Liga   | Copas nacionales | Copas nacionales | Copas nacionales | Promociones de ascenso | Promociones de ascenso | Promociones de ascenso | Total | Total | Total  |
| Club                    | Div           | Temporada     | Part. | Goles | Asist. | Part.            | Goles            | Asist.           | Part.                  | Goles                  | Asist.                 | Part. | Goles | Asist. |
| ----------------------- | ------------- | ------------- | ----- | ----- | ------ | ---------------- | ---------------- | ---------------- | ---------------------- | ---------------------- | ---------------------- | ----- | ----- | ------ |
| Xerez CD · España       |               |               |       |       |        |                  |                  |                  |                        |                        |                        |       |       |        |
| 2.ª B                   | 1994-95       | 3             | 0     | -     | 0      | 0                | -                | 0                | 0                      | -                      | 3                      | 0     | -     |        |
| 2.ª B                   | 1995-96       | 28            | 0     | -     | 0      | 0                | -                | 0                | 0                      | -                      | 28                     | 0     | -     |        |
| 2.ª B                   | 1996-97       | 35            | 0     | -     | 0      | 0                | -                | 5                | 0                      | -                      | 40                     | 0     | -     |        |
| 2.ª                     | 1997-98       | 33            | 1     | -     | 4      | 0                | -                | -                | -                      | -                      | 37                     | 1     | -     |        |
| 2.ª B                   | 1998-99       | 27            | 0     | -     | 2      | 0                | -                | 0                | 0                      | -                      | 29                     | 0     | -     |        |
| 2.ª B                   | 1999-00       | 30            | 0     | -     | 0      | 0                | -                | 6                | 0                      | -                      | 36                     | 0     | -     |        |
| 2.ª B                   | 2000-01       | 28            | 2     | -     | 4      | 0                | -                | 6                | 0                      | -                      | 38                     | 2     | -     |        |
| 2.ª                     | 2001-02       | 5             | 0     | -     | 1      | 0                | -                | -                | -                      | -                      | 6                      | 0     | -     |        |
| 2.ª                     | 2002-03       | 0             | 0     | -     | 0      | 0                | -                | -                | -                      | -                      | 0                      | 0     | -     |        |
| Total club              | Total club    | 189           | 3     | -     | 11     | 0                | -                | 17               | 0                      | -                      | 217                    | 3     | -     |        |
| CD Numancia · España    |               |               |       |       |        |                  |                  |                  |                        |                        |                        |       |       |        |
| 2.ª                     | 2003-04       | 1             | 0     | -     | 0      | 0                | -                | -                | -                      | -                      | 1                      | 0     | -     |        |
| Total club              | Total club    | 1             | 0     | -     | 0      | 0                | -                | -                | -                      | -                      | 1                      | 0     | -     |        |
| Rayo Vallecano · España |               |               |       |       |        |                  |                  |                  |                        |                        |                        |       |       |        |
| 2.ª B                   | 2004-05       | 10            | 0     | -     | 0      | 0                | -                | 0                | 0                      | -                      | 10                     | 0     | -     |        |
| Total club              | Total club    | 10            | 0     | -     | 0      | 0                | -                | 0                | 0                      | -                      | 10                     | 0     | -     |        |
| Total carrera           | Total carrera | Total carrera | 200   | 3     | -      | 11               | 0                | -                | 17                     | 0                      | -                      | 228   | 3     | -      |

### Como entrenador
Actualizado a fin de temporada 2018/19.
| Arcos CF · España                              | 3.ª                   | 2012-13       | 24    | 25  | 6  | 6  | 13 | 17  | 39  | -24 | 24%    |
| Arcos CF · España                              | Total club            | Total club    | 24    | 25  | 6  | 6  | 13 | 17  | 39  | -24 | 24%    |
| UD Bornense · España                           | 2.ª Provincial        | 2013-14       | 45(1) | 34  | 15 | 1  | 18 | 76  | 72  | +4  | 44.12% |
| UD Bornense · España                           | Total club            | Total club    | 45(1) | 34  | 15 | 1  | 18 | 76  | 72  | +4  | 44.12% |
| At. Sanluqueño Juvenil · España                | Liga Nacional Juvenil | 2015-16       | 48    | 32  | 14 | 6  | 12 | 54  | 46  | +8  | 43.75% |
| At. Sanluqueño Juvenil · España                | Liga Nacional Juvenil | 2016-17       | 56    | 30  | 17 | 5  | 8  | 55  | 43  | +12 | 56.67% |
| At. Sanluqueño Juvenil · España                | Total club            | Total club    | 104   | 62  | 31 | 11 | 20 | 109 | 89  | +20 | 50%    |
| Jerez Industrial CF · España                   | 1.ª Andaluza          | 2017-18       | 46    | 23  | 14 | 4  | 5  | 54  | 29  | +25 | 60.87% |
| Jerez Industrial CF · España                   | Total club            | Total club    | 46    | 23  | 14 | 4  | 5  | 54  | 29  | +25 | 60.87% |
| Xerez CD · España                              | 3.ª                   | 2017-18       | 9     | 9   | 3  | 0  | 6  | 11  | 13  | -2  | 33.33% |
| Xerez CD · España                              | 3.ª                   | 2018-19       | 7     | 7   | 1  | 4  | 2  | 8   | 9   | -1  | 14.29% |
| Xerez CD · España                              | Total club            | Total club    | 16    | 16  | 4  | 4  | 8  | 19  | 22  | -3  | 25%    |
| Total carrera                                  | Total carrera         | Total carrera | 235   | 160 | 70 | 26 | 64 | 275 | 251 | +24 | 43.75% |
| (1)El equipo fue sancionado con 1 punto menos. |                       |               |       |     |    |    |    |     |     |     |        |